# Veríssimo João de Carvalho
Veríssimo João de Carvalho (m. 1778) foi um sertanista do Brasil no século XVIII. Era intendente de Santana do Sapucaí (atual Silvianópolis, em Minas Gerais) por nomeação de Luiz Mascarenhas em 1749 e então tornar-se-ia guarda-mor. Descobriu ouro na área na qual se ergueu o arraial de Cabo Verde e fundou o dito. Por ordens do governador da Capitania de Minas Gerais, estabeleceu uma tranqueira (cerca de madeira) na beira da mata que margeava o rio Capivari, quiçá perto de Caldas (atual Poços de Caldas).